# アシカ作戦

陸軍による初期の作戦計画、不採用案

アシカ作戦（アシカさくせん、独: Unternehmen Seelöwe、英: Operation Sea Lion）は、第二次世界大戦中にドイツが計画したイギリス本土上陸作戦の呼称。作戦は準備まで進められたが、英本土航空戦の結果が思わしくなく、1940年9月17日に無期限延期となり、結局実施されることはなかった。
ドイツ語発音のカナ表記ゼーレーヴェ作戦、同じく英語発音のカナ表記シーライオン作戦、または意訳の海の獅子作戦と呼ばれる場合がある。

## 背景

### 研究
1939年9月の開戦以前から、ドイツには、ポーランド侵攻計画(独: Fall Weiss、白号作戦)やフランス侵攻計画(独: Fall Gelb、黄号作戦)は存在し、開戦後、実行に移された。しかし対英戦については、ドイツ陸・海軍において水陸両用攻勢作戦の遂行は不可能であると認識されていた。
空軍では1939年5月2日、ヨーゼフ・シュミット少佐が、様々な情報資料に基づいた対英戦研究である「青色研究」（独: Studie Blau）をまとめ上げ、ヘルマン・ゲーリング空軍総司令官や複数の航空艦隊司令官に提出した。この報告書では、英国のレーダーによる早期警戒網を認知しながらも、深く言及することは無かった。第2航空艦隊司令官ヘルムート・フェルミー大将はシュミットの見積もりに対し、第2艦隊の研究報告をもって反論し、英国に対する戦略的航空攻撃の成功が疑わしいと主張した。同年5月20日、ハンス・イェションネク参謀総長は、戦略的な航空作戦は不可能と結論付けた。

### 開戦後
ドイツの真の目的は『我が闘争』に示されたとおり、反共思想に基づきソビエト・ロシアを打倒することだった。このため、第一次世界大戦の敗因である二正面作戦を回避することが考慮され、東からの脅威を封じるために独ソ不可侵条約を締結し、1939年9月のポーランド侵攻後、これを独ソで分割占領した。連合国がポーランド侵攻に対し宣戦布告したことは、主敵ソ連と対決する前に、西方の脅威を排除しなければならないと決定づけた。
1940年5月10日に始まったドイツ軍の攻勢（黄号作戦）は、アルデンヌの森を抜け5月20日には先鋒のグデーリアンの装甲軍団はアブビル近郊で英仏海峡に到達し、英仏連合軍左翼は分断されてしまった。
英国内では、"もはやフランスでの戦争は負けだ"、という見方が広まっていた5月26日、外相のハリファックス卿は、内閣にイタリアを仲介して和平交渉を行うことを提案した。2週間前に首相に就任したばかりのチャーチルは、徹底した対独強硬派で、これに強く反対したが、保守党内には党首であるチェンバレン前首相やロイド・ジョージ元首相など交渉案を支持する有力議員も多く、閣内の意見は割れた。チャーチル首相は、9回の閣議の末、戦時内閣に入っていた労働党のクレメント・アトリーとアーサー・グリーンウッドの助けを借りて、なんとかハリファックス卿の交渉案を葬った。
6月4日には、チャーチルは、有名な 'We shall fight on the beaches'演説を国会で行い、継戦意志を内外に表明した。
6月22日には、新たにフランスで成立したヴィシー政権と休戦協定が成立し、ヒトラーはイギリスとの戦争も講和を見込んだが、チャーチル首相政権は徹底抗戦の構えで、ドイツは手詰まりに陥ってしまった。
この時点でドイツ側に、対英戦の上陸作戦計画は検討されておらず、戦略計画としてはUボートによる経済封鎖や、戦略的な航空攻撃があるのみだった。しかし、大西洋の戦いにより、1940年6月までにドイツ海軍は20隻以上ものUボートを喪失していた。
戦略を練りなおすことになり、その中には英本土上陸作戦も含まれていたが、上陸作戦についての三軍の考え方には、大きな違いがあった。

## 作戦計画に至るまで
6月になり、対フランス戦の行方が見通せるようになり、ドイツの陸軍と海軍の作戦部は、それぞれお蔵入になっていた英本土上陸作戦の研究案を引っ張り出して、再検討を始めた。
6月30日、国防軍最高司令部 （OKW）主催の情勢検討会議が行われ、OKWのヨードル作戦部長が提出した対英戦略の選択リストには、以下の6つがあげられていた。
- 外交交渉(和平)
- 経済封鎖
- 恐怖(恐惶爆撃)
- 侵攻
- 間接アプローチ（ジブラルタル、エジプトなど英本土以外の海外領土への攻撃）
- 防禦戦略(英国は放置し、動員を大幅に解除して国内経済基盤の強化)

海軍は、4月のノルウェー侵攻（ヴェーザー演習作戦）で、多くの艦艇が失われるか損傷しており、英本国艦隊に対して大幅に劣勢であったので、すくなくとも1940年中の上陸作戦実施には反対で、実施するのであれば、戦艦ビスマルクと戦艦ティルピッツが就役する見込みの1941年春が望ましいとした。海軍作戦部は、10万人を越える兵員と機材の輸送能力がそろうのは早くても8月であり、英仏海峡の海洋気象条件から上陸作戦実施が可能なのは9月末までで10月以降は不可とも指摘した。海軍は、経済封鎖と間接アプローチを支持していた。しかし、当時、大西洋で常時展開できるUボートの数は15隻程度 であり、経済封鎖を行うにはまったく不十分な数であった。
空軍のゲーリングは、経済封鎖は効果が出るまで時間がかかりすぎであり、また上陸作戦はコストがかかりすぎであり、既にダンケルクで敗れて弱体化している英国には、空軍がオランダで行ったように爆撃で抗戦意志を挫いて、和平交渉の場に引き出せる、と考えていた。
一方、陸軍内では、経済封鎖や空爆だけで戦争を終わらせることは出来ず、英本土が将来大陸反攻の基地になることが予測されるため、上陸作戦の支持者は多かった。
ヒトラーは、英側との外交交渉余地を残すため、空軍には都市爆撃を禁じていたが、それ以外にドイツ側で和平交渉のための外交努力がなされていた記録は、ヒトラーの"平和か全面的破壊か”という恫喝調の７月19日国会演説 しか見つかっていない。明らかに、ヒトラーは、最初と最後の選択肢は選択しなかったようだが、明確に一つを選んだわけでもなかった。6月30日の会議では、ヒトラーは、ソ連侵攻作戦の研究を始めるよう陸軍総司令部（OKH）に指示している。
海軍作戦部(SKL)のクルト・フリッケ少将によって纏められた海軍の上陸作戦案は、英軍がダンケルクでの打撃から回復しきらないうちに、可能な限り早期に、英本土南東部へ狭い正面で上陸作戦を行うというものであった。
一方、OKHによる上陸作戦案は、7月13日にヒトラーに提示されたが、それは海軍からの情報が入っていない、輸送能力を考慮しないものであった。すなわち、ラムズゲートからライム湾までの8箇所に、13個師団(26万人）を２ないし３日の間に一挙上陸、第二波を含めると総計40個師団を上陸させるというものだった。
7月16日に、ヒトラーは、総統指示第16号を発し、その中で、英本土上陸作戦（アシカ作戦）の具体的な作戦計画の立案とその準備を8月中頃までに完了する事を命令した。
上陸作戦案については、輸送能力にみあった限られた上陸地点を主張する海軍案と、一挙に広範な上陸地点を主張する陸軍案で、両者の間で激論になったが、ヒトラーが間に入って、輸送能力にみあった計画を協力して作るよう指示した。7月中旬から8月の終わりまで、OKH、SKL、OKWの間で、激しい論争が続いたが、最終的に、輸送能力を考慮して妥協して決まったのが、8月30日版のアシカ作戦案である。

## 上陸作戦計画(1940年9月)
作戦の実施想定時期は、9月の中頃。上陸作戦第一日をSデーとする。上陸船団の航路を英水上部隊の介入から防衛するために、事前に防御用機雷帯の設置が必要で、このために、S-10デーに、作戦の実施を決定する必要がある。
第一波の上陸部隊は、Sデーの早朝に以下の地点に上陸する。
- 上陸地点B フォークストンの西
  - XIII軍団(第17、第35歩兵師団) 第7航空師団の空挺降下
- 上陸地点C ライ、ヘイスティングスの東
  - VII軍団(第7歩兵師団、第1山岳兵師団)
- 上陸地点D ベクスヒル＝オン＝シー、イーストボーン
  - XXXVIII軍団(第26, 第34歩兵師団)
- 上陸地点E ブライトン
  - VIII軍団(第8, 第28歩兵師団、第6山岳兵師団)

第二波には、4個装甲師団(4,7,8,10),2個自動車化歩兵師団(20,29),2個歩兵師団(12,30),グロスドイッチュランド自動車化歩兵連隊、LSSAH師団（旅団規模）が含まれていた。
第三波には、6個歩兵師団(15,24,45,58,78,164)が含まれていた。
上陸地点BとCは、第16軍(エルンスト・ブッシュ上級大将)の管轄で、ロッテルダム、アントワープ、オーステンデ、ダンケルク、カレーから進発。上陸地点DとEは、第9軍(アドルフ・シュトラウス上級大将)の管轄で、ブローニュ＝シュル＝メール、ル・アーヴル、シェルブールから進発。
空軍は、Sデーに上陸地点での制空と、英海軍による妨害への対処が任務とされた。
海軍は、事前に航路の掃海と防御用機雷帯の設置。Sデーは上陸部隊の輸送と保護。また、S-3デー前後に、各種の牽制作戦も計画された。
1944年の連合軍のノルマンディー侵攻でも、補給港(シェルブール港)の確保が問題となったが、陸軍は、港湾施設の大きなラムズゲートやドーバーなどへの直接上陸を望んでいたが、海軍の反対で計画からは落とされた。選定された上陸地点のうちのフォークストンには港はあったが、小規模なもので、大軍の補給には不十分だった。
第二波の上陸には、第一波の上陸に使った貨物船、改造はしけ、タグボート、護衛艦艇が必要で、おそらく修理なども必要で、海軍の予想では、10日後に、より少ない規模での上陸が可能というものであった。
陸軍首脳は、狭い上陸地点正面で英軍に封じ込まれる可能性、補給に使える大規模港湾がすぐに占領できない可能性が高いこと、英海軍の妨害を排除できるのか、など重大な懸念が解消されずに残り、この作戦案には確信を持てなかった。

## 上陸作戦準備
もともと、それまでドイツでは英本土上陸作戦が必要になるとは考えられていなかったので、陸軍にも海軍にも上陸用舟艇などの敵前上陸用の装備は、研究試作的なものを除いてなかった。当時、師団規模以上の敵前上陸能力を持っていたのは、大発動艇などを多数装備し、実際に1937年の第二次上海事変で敵前上陸を行った日本だけであった。
上陸作戦部隊の輸送については、ノルウェー侵攻の場合と同様に海軍の担当となった。6月中旬段階で、上陸作戦計画はまだ決まっていなかったが、上陸作戦能力の確保は必要ということで、ヒトラーは、海軍に最高優先度で準備を進めるよう指示した。この目的のために、大小総計174隻の貨物船が徴用された。
上陸部隊の第一梯団は、１隻あたり約75人で、海軍の掃海艇、Rボート、その他補助艦艇や漁船に分乗し、上陸地点沖合で、陸軍の39型強襲ボート（6人の歩兵とMG34機関銃1基搭載,エンジン付き）に乗り換え上陸。第二梯団(あらかじめ乗船港で乗船済)と、沖合の貨物船から部隊と物資を揚陸するのは、ライン河やバルト海沿岸で使用されていたはしけを改造したものを使うことになった。このために、6月に、ドイツ、オランダ、ベルギー、フランスからはしけが総計2945隻徴発された。ほとんどのはしけは平底なので、兵員機材運搬用には改造しやすいという利点があったが、徴発されたはしけの約三分の二は自力推進能力をもっておらず、また自力推進可能なものも、外海での使用には推力が不足しており低速すぎた。また、火砲、戦車などを搭載するには、強度が不足しており、更に上陸時、艇首が前へ倒れる道板（ランプ）の改造も必要であった。海軍首脳部はアシカ作戦には消極的であったが、アシカ作戦準備のために、これらのはしけの改造作業は、7月から民間造船所、海軍造船部、15個の陸軍建設大隊が、精力的な突貫作業を行い、なんとか9月の作戦予定時期までには、計画分の改造作業は間に合った。
これらの改造はしけが海峡を渡るために、海軍は426隻のタグボートを手配し、１隻のタグボートは、１隻の自力推進はしけと１隻の非推進はしけを曳航する計画だった。
改造はしけの道板は、兵員の揚陸では問題はなかったが、車両の揚陸には、（銃弾飛び交う中での）乗組員による10分以上の手作業が必要であった。陸軍は、掩体壕などの防御拠点の制圧には、戦車が必要と考えていたので、潜水戦車と浮上走行戦車の改造も行われた。潜水戦車とは、II号戦車、III号戦車、IV号戦車の車体を水密化してシュノーケルを設置し、水深15メートル以下の海底を、最大速度 6kmHで自力走行するものである。4個大隊、約250台が準備された。潜水戦車用には、特別な改造はしけが必要であった。浮上走行戦車は、比較的車重の軽いII号戦車の車体両側面に巨大な浮きをとりつけ、車体後部に推進用プロペラをもうけ、水上を最大速度 6kmHで自力走行するものである。浮きは、装甲されておらず機関銃弾で穴があくので、上陸するまで被弾してはならなかった。浮上走行戦車は、52台準備された。
上陸作戦には、空挺部隊も参加する予定であったが、輸送につかうJu-52は、低地諸国での作戦で多数損失を出しており十分な数はなかった。Ju-52の生産は低優先度しか与えられておらず、9月中旬の作戦予定時期には、約220機のJu-52と50機程度のDFS-230グライダーが使用可能になる見込みであった。これは、後に行われたクレタ島侵攻に使われた機材数の半分程度である。

## 英国側の対応

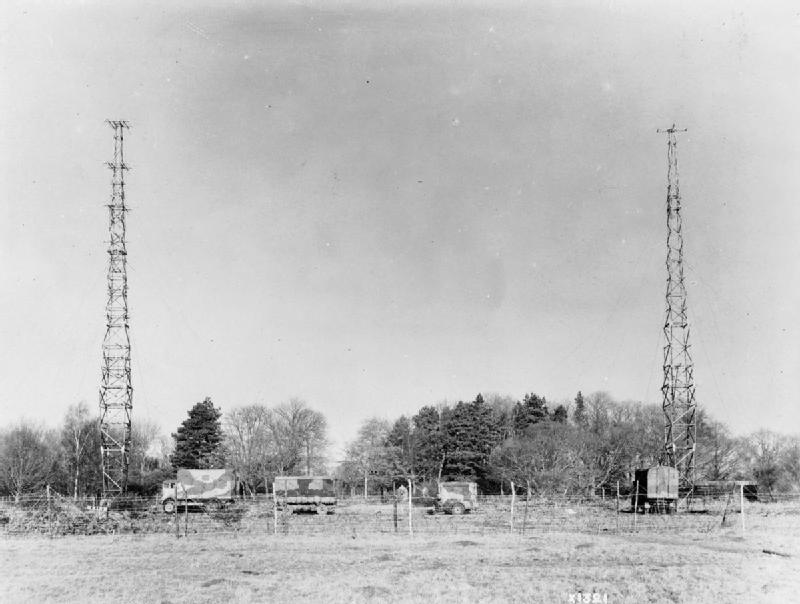
チェーン・ホーム

当初、英国側では、ドイツの上陸作戦については、英海軍が圧倒的に優勢であったため、懐疑的な意見が多かった。しかし、首相になったチャーチルの強い主張もあり、徴兵適齢者を除外した無給ボランティアのホーム・ガード（郷土防衛隊）が、1940年5月から組織されることになった。郷土防衛隊への応募は強かったが、ダンケルクでの大敗で、引き上げてきた陸軍部隊は装備を大量に失っていて、本土の正規軍の装備もままならない状態であったので、郷土防衛隊に提供される装備は、貧弱であった。
陸軍は、9月には編成表上で23個歩兵師団と2個機甲師団、4個英連邦諸国歩兵師団を持っていたが、それらの半数近くは、人員と装備の両方で充足率が半分以下レベルで練度が低く、フランス戦で多数の下士官、将校を失っていたので、新兵の訓練にも問題を抱えていた。
空軍は、チェーン・ホーム（CH）と呼ばれるレーダー20基及び低空用のチェーン・ホーム・ロウ30基を南部に配備し、レーダーや監視哨所からの情報を戦闘機軍団司令部で集約する、史上初の統合防空システム（IADS）を構築済みであった。ドイツ軍は、ダンケルクを占領した際に、英本土から発生する強力な電波の存在に気がついたが、チェーン・ホームの能力など詳細については、不明なままで、航空戦に突入することになった。
海軍は、本国艦隊として、戦艦3、巡洋戦艦2、空母2、重巡3、軽巡14、駆逐艦89、潜水艦26などを保有していたが、それらの多くはスカパ・フロー、ロサイスなどスコットランド側に配備されていた。ドイツ軍が上陸を計画していた南部には、プリマスに戦艦リベンジ、軽巡2、駆逐艦6、ポーツマスに駆逐艦8,潜水艦2,ドーバーに駆逐艦3などが配備されていた。
7月になると、空軍の写真偵察により、大陸の北海沿岸諸港で、ドイツによる大量の艦船の集積が観測されたので、上陸作戦は現実の問題として認識されるようになった。参謀本部は、時期についてはドイツ側と同じく、海洋気象条件から9月末までが危険であるとしたが、上陸地点については、英仏海峡側なのか北海側なのか推定できなかった。ブレッチリー・パークでのドイツの暗号通信を解読する作業は、既に始まっていたが、当時は、ほとんど解読出来ていなかった。
7月から、東部と南部の上陸作戦適地の海浜、約40箇所で、防衛設備や海中障害物などの工事がはじまったが、工事進捗は低調で、9月段階では、防備はあっても軽微なレベルに留まっていた。
ドイツ側で、英国側の防衛状況情報を収集するのは、アプヴェーア（国防軍情報部）と空軍偵察機の役目であったが、アプヴェーアによるスパイ潜入は、ほとんど失敗して有用な情報を得ることは出来なかった。空軍偵察機による写真偵察は、英国側のそれと比べると体系だったものではなく、ドイツ側では、上陸予定地点の防衛状況については、よく分かっていなかった。

## 航空戦

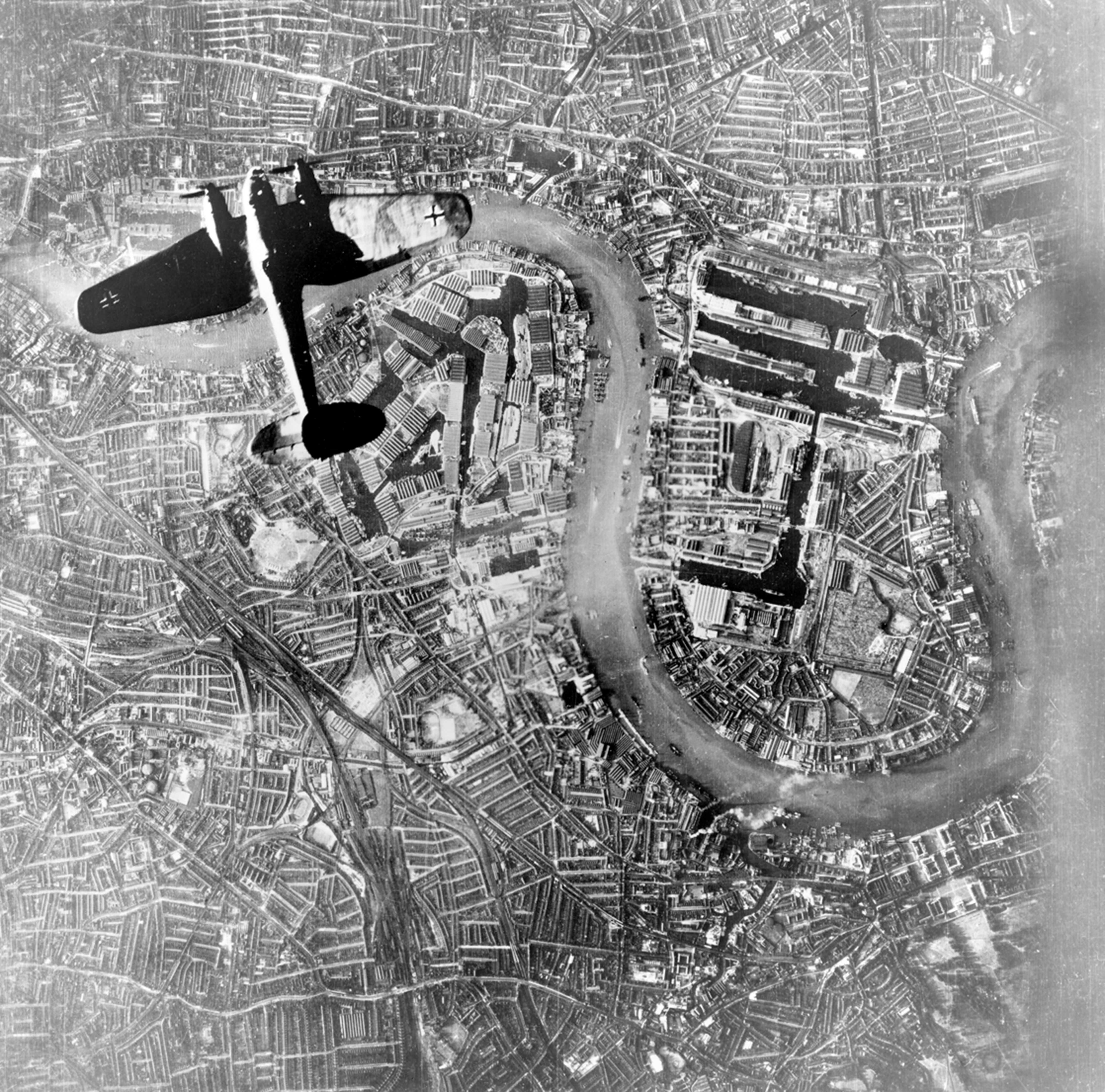
9月7日、ロンドン上空を襲う独軍爆撃機He111

上陸作戦については何も決まっていなかった1940年6月30日に、ゲーリングは第2航空艦隊司令官ケッセルリンク元帥と第3航空艦隊司令官シュペルレ元帥に、海峡周辺の艦船を攻撃して迎撃に出てくる英軍戦闘機を撃滅するよう指示し、7月始めから海峡周辺での航空戦は始まった。7月のドイツ軍爆撃機の出撃総数あたりの損失率は、2.2%で、持続可能な爆撃作戦の損失率とされる3%を下回っていたが、低い数値ではなかった。
ヒトラーは、8月1日に、航空戦についての総統指示第17号を発しているが、航空優位を達成すること、戦闘機飛行場、戦闘機への補給設備、航空機生産工場、港湾設備への攻撃を求めたが、一方で、都市空爆についてはその実施を保留した。
空軍では、総統命令に沿う形の航空作戦(鷲攻撃、独: Unternehmen Adler)を8月13日から実施したが、その第一目標は英空軍戦闘機集団を撃破して航空優位を英本土南部で確立することであった。ゲーリングは、ヒトラーに数日以内遅くとも数週間以内にこの目標を達成できると受けあった。しかし、英本土南部には、ダミー飛行場も含め戦闘機の使用可能な飛行場は多く、チェーンホーム（レーダー網）のおかげで、ほとんどの場合、迎撃機があがってきており、ゲーリングがいうほど簡単な仕事ではなかった。低空爆撃専門の210爆撃グループなどは、レーダーサイト、基地攻撃などで、ある程度の成果を出したが、ドイツ側の損害も多かった。8月のドイツ軍爆撃機の出撃総数あたりの損失率は5.7%にも達し、爆撃作戦の続行は困難な状況であった。
ヒトラーは、8月25日にベルリンが夜間空爆されたことの報復として、それまで禁じていた軍事目標を伴わない都市空爆を解禁し、ロンドンへの空爆をゲーリングに指示した。ドイツ軍は、9月7日よりロンドンへの空爆を行ったが、昼間爆撃は損害が多いので、9月下旬よりロンドンを含む都市空爆は、夜間に移行することになった。当時、英国側の夜間防空能力は低く、ドイツ軍の夜間爆撃は英軍のそれより大きな被害を都市に与えたが、航空優位の確保には全く寄与しなかった。
この結果、アシカ作戦が予定されていた9月後半では、航空戦は依然続いていたが、英本土南部での航空優位を達成するには、ほど遠い状況にあった。

## 延期決定とその後
ドイツ軍は、なんとか9月には準備が整い、作戦実施可能なところまで来た。しかし9月15日の激戦はドイツ側に深刻な打撃を与え、英国はBBCを通じ、「独軍機185機撃墜」の大戦果を報じた。ゲーリングは最後の鷲攻撃会議において、後4～5日程度攻撃を継続できれば英空軍を壊滅できるとの見通しを述べた。しかしヒトラー総統は9月17日、アシカ作戦の無期限延期を決定したため、独空軍は支援すべき侵攻作戦を失った。こうして9月15日は、バトル・オブ・ブリテン・デーとして記念日になった。
ドイツの大軍は英仏海峡沿いに駐屯したままだった。英仏海峡の海洋気象条件より1941年春までのアシカ作戦実施は不可能となり、10月18日に、ヒトラーは、総統指示第18号を発したが、この中で、ジブラルタル攻略（フェリックス作戦）の準備を進めることを述べるとともに、1941年春のアシカ作戦実施に備えて、引き続き三軍の作戦準備の継続と改良を求めている。と同時に、陸軍へは、東部国境へのある程度の部隊移送を口頭指示したとみられている。
この時期、ドイツは、スペインおよびソ連と外交課題を抱えていた。スペインとは、参戦とジブラルタル攻略について交渉が続いていたが、10月23日にヒトラーとフランコは、スペイン国境近くのアンダイエで直接会談した（アンダイエ会談）。この会談の結果、ドイツとスペインの主張の隔たりは大きく、合意に至る可能性が低いことがわかった。
ソ連とは、ソ連との経済協定の履行問題、フィンランド問題、ルーマニア問題、ソ連の三国同盟への加入問題などがあった。独ソ間の交渉は10月から11月末まで続いたが、最終的なスターリンの三国同盟への加入提案について、ヒトラーはソ連の要求が過大だとして、ドイツは回答せず、交渉は不調に終わった。
1940年12月18日に、ヒトラーは総統指示第21号を発し、その中で、1941年5月に対ソ開戦する準備を正式に命じた。この後、ドイツ軍は徐々に東部国境へ移動した。
1941年6月22日に、バルバロッサ作戦でドイツ軍はソ連に侵攻した（独ソ戦）ため、アシカ作戦が実施される可能性は消滅した。

## 戦後のイギリスでの模擬演習（シミュレーション）による評価
大戦後1974年にイギリス陸軍のサンドハースト王立陸軍士官学校において、大戦当時のイギリスおよびドイツ両軍の関係者を集めて英本土上陸作戦の模擬演習（シミュレーション）が行われた。ドイツ軍は制空権を確保できていないものの、英仏海峡を機雷で封鎖することによってはしけの安全を確保し、最初の上陸が成功したという条件で行われた。シミュレーションの展開および結果は以下のようなものだった。
上陸成功後、ドイツ軍は海岸での橋頭堡を確保し、内陸部への侵攻を開始した。これに対し、イギリス軍はGHQライン（上陸を想定した防衛ライン）まで遅滞戦闘を行い、ドイツ軍の進軍速度の低下につとめた。ドイツ軍は英空軍に海上輸送を妨害され、装甲部隊の不足から積極的に攻勢を仕掛けることが出来なかった。稼いだ時間を利用して、イギリス軍は第一次世界大戦に従軍した老人や子供から成る郷土防衛隊を動員し、防衛線を構築する。同時に初期攻勢で損害を受けた正規軍を再編成し、戦線に復帰させた。ドイツ軍が防衛線を突破できないまま、数日間対峙が続き、やがて機雷原を突破したスカパ・フローから出撃した英海軍がイギリス海峡に到着する。ドイツ軍の海上輸送は破壊され、補給と増援が途絶えた。消耗していったドイツ軍は降伏を余儀なくされ、侵攻は失敗した。
戦史家のRobert Forczykは、以上のサンドハーストでの評価は、当時、英軍が独軍に対して地上戦ではほとんど連戦連敗であったことや、未成年と老人からなる装備貧弱のホームガード、脆弱な沿岸防備、本土の英軍実態を過大評価してるとして、現実的ではないと指摘している。

## 関連作品

### 架空戦記
- レン・ディトン著、後藤安彦訳『SS-GB』（早川書房、1980年）
- リチャード・コックス著、土屋哲郎・光藤亘訳『幻の英本土上陸作戦』（朝日ソノラマ、1987年、ISBN 4-257-17091-3）
- 横山信義：『蒼海の尖兵』（中央公論新社）など「ドイツに占領または屈服させられたイギリスを米日軍が攻略する」作品が多い。
- 佐藤大輔：『レッドサン ブラッククロス』で、英本土を占領したドイツが、カナダに脱出した英政府と日本、米国と戦う世界を描く。

### 漫画
- 小林源文「イギリス本土侵攻作戦 SEELOWE」『特攻大作戦』（徳間書店）所収
- 平野耕太『HELLSING』（少年画報社）。ナチス残党の吸血鬼軍団が、ロンドン攻撃を「第二次アシカ作戦」と呼称する。
- 旭日の艦隊 架空戦記、旭日の艦隊にも同じ名前の作戦が登場した。

### ゲーム
- 『ブリテン スタンズ アローン』、GMT games
- コマンド・マガジン別冊10号 『イギリス本土決戦』、国際通信社
- PS2 セガ システムソフト他 「スタンダード大戦略 電撃戦」